# The Promise (roman de Galgut)
Pour les articles homonymes, voir The Promise.
 (novembre 2021).
La mise en forme du texte ne suit pas les recommandations de Wikipédia : il faut le « wikifier ».
Les points d'amélioration suivants sont les cas les plus fréquents. Le détail des points à revoir est peut-être précisé sur la page de discussion.
- Les titres sont pré-formatés par le logiciel. Ils ne sont ni en capitales, ni en gras.
- Le texte ne doit pas être écrit en capitales (les noms de famille non plus), ni en gras, ni en italique, ni en « petit »…
- Le gras n'est utilisé que pour surligner le titre de l'article dans l'introduction, une seule fois.
- L'italique est rarement utilisé : mots en langue étrangère, titres d'œuvres, noms de bateaux, etc.
- Les citations ne sont pas en italique mais en corps de texte normal. Elles sont entourées par des guillemets français : « et ».
- Les listes à puces sont à éviter, des paragraphes rédigés étant largement préférés. Les tableaux sont à réserver à la présentation de données structurées (résultats, etc.).
- Les appels de note de bas de page (petits chiffres en exposant, introduits par l'outil «  Source ») sont à placer entre la fin de phrase et le point final[comme ça].
- Les liens internes (vers d'autres articles de Wikipédia) sont à choisir avec parcimonie. Créez des liens vers des articles approfondissant le sujet. Les termes génériques sans rapport avec le sujet sont à éviter, ainsi que les répétitions de liens vers un même terme.
- Les liens externes sont à placer uniquement dans une section « Liens externes », à la fin de l'article. Ces liens sont à choisir avec parcimonie suivant les règles définies. Si un lien sert de source à l'article, son insertion dans le texte est à faire par les notes de bas de page.
- La présentation des références doit suivre les conventions bibliographiques. Il est recommandé d'utiliser les modèles {{Ouvrage}}, {{Chapitre}}, {{Article}}, {{Lien web}} et/ou {{Bibliographie}}. Le mode d'édition visuel peut mettre en forme automatiquement les références.
- Insérer une infobox (cadre d'informations à droite) n'est pas obligatoire pour parachever la mise en page.

Pour une aide détaillée, merci de consulter Aide:Wikification.
Si vous pensez que ces points ont été résolus, vous pouvez retirer ce bandeau et améliorer la mise en forme d'un autre article.
The Promise est un roman de 2021 du romancier sud-africain Damon Galgut, publié en mai 2021 par Umuzi, chez Penguin Random House South Africa. Il est publié par Europa Editions aux États-Unis et par Chatto & Windus au Royaume-Uni,.
Le roman reçoit le prix Booker 2021, faisant de Galgut le troisième Sud-Africain à remporter le prix.

## Résumé
The Promise est une saga familiale s'étalant sur quatre décennies, chacune traitant d'un décès dans la famille. Il s'agit de la famille Afrikaner Swarts et de leur ferme située à l'extérieur de Pretoria. La famille se compose de Manie, de sa femme Rachel et de leurs enfants Anton, Astrid et Amor. La promesse du titre du roman est le dernier souhait de Rachel, en 1986, que leur domestique noire, Salomé, soit propriétaire d'une maison sur la propriété de la famille.
Cette promesse, faite par Manie, entendue par la jeune Amor, mais n'est pas tenue. Après près d'une décennie, les frères et sœurs se réunissent à la ferme familiale après que leur père a subi une morsure mortelle de serpent.
Anton hérite de la maison et assure Amor qu'il tiendra la promesse, mais ne le fait pas.
Une autre décennie s'écoule et la tension monte entre frères et sœurs alors qu'Astrid et Anton résistent aux rappels d'Amor d'avoir à honorer la promesse et à transférer légalement la propriété à Salomé, qui y vit maintenant.

## Style et thèmes
Le style et la narration modernistes de Galgut ont été comparés à ceux de William Faulkner, Virginia Woolf et James Joyce,.
Les défaillances morales de la famille Swarts ont été interprétées comme étant une allégorie de l'Afrique du Sud post-apartheid et la promesse des Sud-Africains blancs aux Sud-Africains noirs,. Jon Day a écrit dans le journal anglais The Guardian que « le potentiel, ou les attentes - de la prochaine génération de Sud-Africains et de la nation elle-même, s'avère tout aussi compromis que celui de leurs parents. »

## Accueil
The Promise a reçu le prix Booker 2021. Galgut est le troisième écrivain sud-africain à remporter le Booker, après Nadine Gordimer et J. M. Coetzee, qui l'a remporté deux fois. Galgut a déjà été présélectionné deux fois pour le prix : d'abord en 2003 pour The Good Doctor et de nouveau en 2010 pour In a Strange Room.
The Promise a été reçu favorablement par la critique. Dans une critique élogieuse pour Harper's Magazine, Claire Messud a qualifié Galgut de romancier « extraordinaire », écrivant : « Comme d'autres romans remarquables, il est unique en lui-même et supérieur à la somme de ses parties. La Promesse évoque, lorsque vous atteignez la dernière page, un profond changement intérieur qui est tout sauf physique. Ceci, en tant qu'expérience de l'art, n'arrive que rarement et doit être loué. » James Wood du New Yorker a fait l'éloge de la narration de Galgut, écrivant : « Galgut est à la fois très proche de ses personnages troublés et quelque peu ironiquement distant, comme si le roman était écrit en deux signatures temporelles, rapide et plus lente. Et, miraculeusement, cette distance narrative n'aliène pas notre intimité mais émerge comme une autre forme de savoir. »